# كينان ميلتون
كينان ميلتون (بالإنجليزية: Keenan Milton)‏ هو متزلج لوحي أمريكي، ولد في 4 أغسطس 1974، وتوفي في 5 يوليو 2001 بسبب غرق.